# Trung, Trùng Khánh
Trung huyện (chữ Hán giản thể:忠县, Hán Việt: Trung huyện) là một huyện thuộc thành phố trực thuộc trung ương Trùng Khánh, Cộng hòa Nhân dân Trung Hoa. Huyện này có diện tích 2184 km2, dân số năm 2006 là 970.000 người. Huyện này giáp các huyện: Vạn Châu về phía đông, Thạch Trụ về phía nam, Phú Châu và Kỳ Giang về phía tây, bắc giáp Lương Bình, là một huyện trọng điểm di dân Tam Hiệp. Về mặt hành chính, huyện này được chia ra thành 23 trấn (Trung Châu, Tân Sinh, Trách Gia, Ô Dương, Dương Độ, Đông Khê, Phục Hưng, Thạch Bảo, Nhữ Khê, Dã Hạc, Quan Bá, Thạch Hoàng, Mã Quán, Kim Kê, Tân Lập, Song Quế, Bá Sơn, Hoa Kiều, Vĩnh Phong, Tam Hối, Bạch Thạch, Hợp Cam, Hoàng Kim), 19 hương, 333 thôn, 30 ủy ban cư.

## Du lịch
- Thạch Bảo Trại
- Bích Hoa Thành
- Nhà thờ Bạch Công
- Lâm viên Thiên Trì Sơn